# A Story of the Days to Come
A Story of the Days To Come (deutsch: „Von Tagen, die da kommen...“) ist ein Kurzroman von H. G. Wells, der Ende der 1890er in Episoden im The Pall Mall Magazine und 1899 in Tales of Space and Time, einem Band mit Kurzgeschichten von Wells, erschien.

## Handlung
Ein junges Mädchen aus der Oberschicht, Elizabeth, verliebt sich in Denton, einen Arbeiter aus der Mittelschicht. Ihr Vater hat aber andere Absichten und möchte sie mit Bindon, einem sehr reichen, älteren Mann verheiraten. Dazu benutzt er die Dienste eines Hypnotiseurs, die weitgehend die Rolle der Psychiater eingenommen haben, der Elizabeth die Erinnerung an Denton nimmt. Doch Denton entdeckt das Spiel und zwingt den Hypnotiseur, Elizabeth die Erinnerung an ihn wieder zu geben. Nun beschließen die jungen Leute, heimlich zu heiraten und aufs unbewohnte Land zu fliehen. Der romantische Traum verkehrt sich schnell in sein Gegenteil, das Paar kehrt in die Stadt zurück. Um ihren Status erhalten zu können, beleihen sie das Erbe des Mädchens, das bis zu ihrem 21. Geburtstag, das Datum der Volljährigkeit in dieser Gesellschaft, fast aufgebraucht ist. Sie haben ein Kind, doch da sie sich die Kosten nicht länger leisten können und Denton aufgrund der Machenschaften Bindons keine Arbeit findet, müssen sie es in ein Heim geben, wie es üblich ist – es wird angenommen, dass professionelle Erzieher Kinder zum Wohle der Gesellschaft besser aufziehen können. Nun beginnt der Abstieg des Paars in die Arbeiterklasse. Sie sehen sich bald gezwungen, als eine Art Sozialfall zu einer Arbeitsgesellschaft zu gehen. Während sie dort die eintönige, eher brutale Welt der Arbeiter kennen lernen, stirbt ihr Kind. Ihr Leben ist bitter und hoffnungslos geworden. Da bittet Elizabeths Vater sie überraschend, Denton zu verlassen und zu ihm zurückzukehren, in die Welt der Oberschicht. Grund dafür ist der Einfluss des reichen Bindon, der Elizabeth weiter begehrt, ja als seine eine wahre Liebe versteht, die er haben muss. Als Bindon, durch plötzliche Schmerzen gewarnt, einen Arzt aufsucht, wird ihm direkt eröffnet, dass er keine Zukunft mehr hat, ohnehin ein eher kränkliches und der Menschheit nicht zum Vorteil gereichendes Wesen sei, und die Euthanasie erwägen sollte. Verzweifelt, von den Medikamenten des Arztes melancholisch gestimmt und bald von Schmerzen geplagt, hofft Bindon, Elizabeths Liebe noch nach seinem Tod zu gewinnen, indem er ihr sein Vermögen hinterlässt und auch nicht gegen Denton vorgeht. Dann ruft er den Dienst für schmerzlose Tötungen an. Elizabeth und Denton werden aus der Arbeitssklaverei erlöst und können wieder im Licht der Sonne leben.

## Themen und Motive
Wells entwirft in seinem Roman ein Bild der Gesellschaft im London des 22. Jahrhunderts. London ist eine Megalopolis, eine von nur noch vier Städten in England, allerdings mit einer Bevölkerung von mehr als 30 Millionen. Die Städte werden durch Hochgeschwindigkeitszüge verbunden, das Land selbst ist weitgehend entvölkert. Wells berichtet dabei von verschiedenen technologischen Fortschritten, die das tägliche Leben der Menschen bestimmen. So begeben sich die Menschen mit Flugzeugen oder auf Laufbändern zu ihren Arbeitsstellen. Die Gesellschaft selbst ist in drei Klassen eingeteilt: die Reichen, die arbeitende Mittelschicht und die armen, abhängigen Arbeiter. Diese hausen unter der Erde und müssen sich aus wirtschaftlicher Not einer der Arbeitsgesellschaften anschließen, die mittellos geborenen oder aus der Mittelschicht abgestiegenen Personen gegen ihre Arbeitsleistung Nahrung und eine Wohnung gibt – eine Art auswegloses „soziales Netz“ am Boden der Wirtschaftsordnung. Ähnliche Vorstellungen zur Entwicklung der Gesellschaft, und eine ähnliche Kritik am englischen Klassensystem, finden sich in Wells Roman Die Zeitmaschine, in der die unter der Erde lebenden Morlocks sich wahrscheinlich aus den arbeitenden Klassen entwickelt haben.
Interessant ist auch die Erwähnung der Euthanasie gegen Ende der Geschichte. Einem reichen Mann wird nahegelegt, er solle sich, um sich Schmerzen zu ersparen, töten lassen, er hätte – aus medizinisch-wissenschaftlicher Sicht – ohnehin nie leben sollen. Wells wird oft als Vertreter der Eugenik dargestellt, das Ringen des reichen Mannes mit der kalten Logik der Medizin wird aber nicht einseitig dargestellt, sondern kann auch als Kritik an der Hochmut einer Wissenschaft, die den Menschen ihr Glück und ihr Schicksal diktiert, gesehen werden.